# Cybistrini
Cybistrini es una tribu de coleópteros adéfagos de la familia Dytiscidae. 

## Géneros
Tiene los siguientes géneros.
- Austrodytes - Cybister - Megadytes - Onychohydrus - Regimbartina - Spencerhydrus - Sternhydrus[1]